# Jakub Vadlejch
Jakub Vadlejch (Praga, 10 de outubro de 1990) é um atleta do lançamento de dardo tcheco, medalhista olímpico.
Vadlejch participou de competições internacionais de dardo desde jovem, chegando às finais no Campeonato Mundial Juvenil de Atletismo de 2007, no Campeonato Mundial Júnior de Atletismo em 2008 e no Campeonato Europeu Júnior de Atletismo em 2009. Nos Jogos Olímpicos de Verão de 2020, conquistou a medalha de prata com a marca de 86,67 m.